# Списак епизода серије Авантуре Саре Џејн

Авантуре Сарe Џејн је британска научнофантастична телевизијска серија коју је продуцирао BBC Cymru Wales за СВВС. Креирао ју је Расел Т. Дејвис као спиноф дуготрајне научнофантастичне телевизијске серије Доктор Ху. У поређењу са породично оријентисаном циљном публиком Доктора Хуа, Авантуре Саре Џејн су намењене млађој публици, углавном узраста од 6 до 12 година. У раздобљу од 2007. до 2011. снимљене су 53 епизоде и 1 кратка, у пет сезона.
Серија се фокусира на Сару Џејн Смит (Елизабет Слејден), истраживачку новинарку и бившу сапутницу Доктора, ванземаљског путника кроз време и простор, са којом је она путовала у младости. Сада живи у савременом Илигу у Лондону, истражује ванземаљска питања и штити Земљу од ванземаљских претњи са групом тинејџера: њеним усвојеним сином Луком Смитом, комшиницом Маријом Џексон и пријатељем Клајдом Лангером. Нова комшиница Рани Чандра и усвојена ћерка Скај Смит касније се придружују глумачкој екипи. Поред тога, групи помажу свесни ванземаљски компјутер, Господин Смит, као и К9, робот у облику пса кога је Доктор поклонио Сари Џејн.
Након уводне епизоде која је емитована као новогодишњи специјал, прва сезона од 10 епизода (5 дводелних серијала) премијерно је приказана 24. септембра 2007. године. Друга, трећа и четврта сезоне које садрже по 12 епизода (6 серијала) емитоване су сваке године између 2008. и 2010. Пета сезона од 12 епизода наручена је 2010, али је само 6 епизода (3 серијала) завршено пре Слејденине смрти. Постхумно су емитоване 2011. године.
Током прве две сезоне, прва епизода ја емитована на каналу BBC One, а остале на CBBC-у. Одређене репризе су емитоване спојено, а не у уобичајеном дводелном облику.

## Преглед
| Сезона | Сезона | Епизоде | Епизоде | Оригинално емитовање | Оригинално емитовање |
| Сезона | Сезона | Епизоде | Епизоде | Премијера            | Финале               |
| ------ | ------ | ------- | ------- | -------------------- | -------------------- |
|        | Пилот  | 1       | 1       | 1. јануар 2007.      | 1. јануар 2007.      |
|        | 1.     | 10      | 10      | 24. септембар 2007.  | 19. новембар 2007.   |
|        | 2.     | 12      | 12      | 29. септембар 2008.  | 8. децембар 2008.    |
|        | 3.     | 12      | 12      | 15. октобар 2009.    | 20. новембар 2009.   |
|        | 4.     | 12      | 12      | 11. октобар 2010.    | 16. новембар 2010.   |
|        | 5.     | 6       | 6       | 3. октобар 2011.     | 18. октобар 2011.    |

## Епизоде

### Пилот (2007)
| Бр. еп. (укупно) | Бр. еп. (у сезони) | Наслов           | Редитељ   | Сценариста                      | Премијера       | Прод. код | Гледаност у Британији (милиони) |
| --- | ------------------ | ---------------- | --------- | ------------------------------- | --------------- | --------- | ------------------------------- |
| − | −                  | „Инвазија Бејна” | Колин Тиг | Расел Т. Дејвис и Гарет Робертс | 1. јануар 2007. | 1.Х       | 2,92                            |
| Марија се усељава у свој нови дом и упознаје своју комшиницу Сару Џејн Смит. Није прошло дуго када су се обе нашле у локалној фабрици Bubble Shock и у озбиљној опасности. |                    |                  |           |                                 |                 |           |                                 |

### 1. сезона (2007)
Главну поставу сезоне чинили су Елизабет Слејден, Јасмин Пејџ, Томи Најт и Данијел Ентони.
| Бр. еп. (укупно) | Бр. еп. (у серији) | Наслов                                  | Редитељ       | Сценариста    | Премијера           | Прод. код | Гледаност у Британији (милиони) |
| ---------------- | ------------------ | --------------------------------------- | ------------- | ------------- | ------------------- | --------- | ------------------------------- |
| 1                | 1                  | „Освета Слитинаца (1. део)”             | Алис Траутон  | Гарет Робертс | 24. септембар 2007. | 1.1       | 1,40                            |
| 2                | 2                  | „Освета Слитинаца (2. део)”             | Алис Траутон  | Гарет Робертс | 24. септембар 2007. | 1.2       | 1,55                            |
| 3                | 3                  | „Око Горгоне (1. део)”                  | Алис Траутон  | Фил Форд      | 1. октобар 2007.    | 1.3       | 1,47                            |
| 4                | 4                  | „Око Горгоне (2. део)”                  | Алис Траутон  | Фил Форд      | 8. октобар 2007.    | 1.4       | 1,44                            |
| 5                | 5                  | „Ратници Кудлака (1. део)”              | Чарлс Мартин  | Фил Гледвин   | 15. октобар 2007.   | 1.5       | 1,43                            |
| 6                | 6                  | „Ратници Кудлака (2. део)”              | Чарлс Мартин  | Фил Гледвин   | 22. октобар 2007.   | 1.6       | 1,60                            |
| 7                | 7                  | „Шта се десило са Саром Џејн? (1. део)” | Грејем Харпер | Гарет Робертс | 29. октобар 2007.   | 1.7       | 1,61                            |
| 8                | 8                  | „Шта се десило са Саром Џејн? (2. део)” | Грејем Харпер | Гарет Робертс | 5. новембар 2007.   | 1.8       | 1,73                            |
| 9                | 9                  | „Изгубљени дечак (1. део)”              | Чарлс Мартин  | Фил Форд      | 12. новембар 2007.  | 1.9       | 1,77                            |
| 10               | 10                 | „Изгубљени дечак (2. део)”              | Чарлс Мартин  | Фил Форд      | 19. новембар 2007.  | 1.10      | 1,86                            |

### 2. сезона (2008)
- Јасмин Пејџ напушта серију након 2. епизоде, али се појавила поново у 3. и 8. епизоди.
- Анџли Мохиндра се придружила главној постави у 3. епизоди.

| Бр. еп. (укупно) | Бр. еп. (у серији) | Наслов                         | Редитељ       | Сценариста    | Премијера           | Прод. код | Гледаност у Британији (милиони) |
| ---------------- | ------------------ | ------------------------------ | ------------- | ------------- | ------------------- | --------- | ------------------------------- |
| 11               | 1                  | „Последњи Сонтаранац (1. део)” | Џос Егну      | Фил Форд      | 29. септембар 2008. | 2.1       | 0,82                            |
| 12               | 2                  | „Последњи Сонтаранац (2. део)” | Џос Егну      | Фил Форд      | 29. септембар 2008. | 2.2       | 1,18                            |
| 13               | 3                  | „Дан кловна (1. део)”          | Мајкл Кериган | Фил Форд      | 6. октобар 2008.    | 2.3       | 1,11                            |
| 14               | 4                  | „Дан кловна (2. део)”          | Мајкл Кериган | Фил Форд      | 13. октобар 2008.   | 2.4       | 1,28                            |
| 15               | 5                  | „Тајне звезда (1. део)”        | Мајкл Кериган | Гарет Робертс | 20. октобар 2008.   | 2.5       | 1,42                            |
| 16               | 6                  | „Тајне звезда (2. део)”        | Мајкл Кериган | Гарет Робертс | 27. октобар 2008.   | 2.6       | 1,21                            |
| 17               | 7                  | „Ознака Берсеркера (1. део)”   | Џос Егну      | Џозеф Лидстер | 3. новембар 2008.   | 2.7       | 1,43                            |
| 18               | 8                  | „Ознака Берсеркера (2. део)”   | Џос Егну      | Џозеф Лидстер | 10. новембар 2008.  | 2.8       | 1,53                            |
| 19               | 9                  | „Искушење Саре Џејн (1. део)”  | Грејем Харпер | Гарет Робертс | 17. новембар 2008.  | 2.9       | 1,18                            |
| 20               | 10                 | „Искушење Саре Џејн (2. део)”  | Грејем Харпер | Гарет Робертс | 24. новембар 2008.  | 2.10      | 1,39                            |
| 21               | 11                 | „Непријатељ Бејна (1. део)”    | Грејем Харпер | Фил Форд      | 1. децембар 2008.   | 2.11      | 1,36                            |
| 22               | 12                 | „Непријатељ Бејна (2. део)”    | Грејем Харпер | Фил Форд      | 8. децембар 2008.   | 2.12      | 1,26                            |

### 3. сезона (2009)
| Бр. еп. (укупно) | Бр. еп. (у серији) | Наслов                            | Редитељ      | Сценариста    | Премијера          | Прод. код | Гледаност у Британији (милиони) |
| ---------------- | ------------------ | --------------------------------- | ------------ | ------------- | ------------------ | --------- | ------------------------------- |
| 23               | 1                  | „Затвореник Џадуна (1. део)”      | Џос Егну     | Фил Форд      | 15. октобар 2009.  | 3.1       | 0,73                            |
| 24               | 2                  | „Затвореник Џадуна (2. део)”      | Џос Егну     | Фил Форд      | 16. октобар 2009.  | 3.2       | 0,82                            |
| 25               | 3                  | „Лудача у поткровљу (1. део)”     | Алис Траутон | Џозеф Лидстер | 22. октобар 2009.  | 3.3       | 0,75                            |
| 26               | 4                  | „Лудача у поткровљу (2. део)”     | Алис Траутон | Џозеф Лидстер | 23. октобар 2009.  | 3.4       | 0,84                            |
| 27               | 5                  | „Венчање Саре Џејн Смит (1. део)” | Џос Егну     | Гарет Робертс | 29. октобар 2009.  | 3.5       | 1,59                            |
| 28               | 6                  | „Венчање Саре Џејн Смит (2. део)” | Џос Егну     | Гарет Робертс | 30. октобар 2009.  | 3.6       | 1,47                            |
| 29               | 7                  | „Клопка вечности (1. део)”        | Алис Траутон | Фил Форд      | 5. новембар 2009.  | 3.8       | 0,93                            |
| 30               | 8                  | „Клопка вечности (2. део)”        | Алис Траутон | Фил Форд      | 6. новембар 2009.  | 3.8       | 0,93                            |
| 31               | 9                  | „Освета Мона Лизе (1. део)”       | Џос Егну     | Фил Форд      | 12. новембар 2009. | 3.9       | 1,12                            |
| 32               | 10                 | „Освета Мона Лизе (2. део)”       | Џос Егну     | Фил Форд      | 13. новембар 2009. | 3.10      | 0,92                            |
| 33               | 11                 | „Дар (1. део)”                    | Алис Траутон | Руперт Лејт   | 19. новембар 2009. | 3.11      | 0,95                            |
| 34               | 12                 | „Дар (2. део)”                    | Алис Траутон | Руперт Лејт   | 20. новембар 2009. | 3.12      | 0,89                            |

### 4. сезона (2010)
Томи Најт напушта главну поставу након 3. епизоде, али се појавио епизодно у 5. 11. и 12. епизоди.
| Бр. еп. (укупно) | Бр. еп. (у серији) | Наслов                            | Редитељ  | Сценариста                     | Премијера          | Прод. код | Гледаност у Британији (милиони) |
| ---------------- | ------------------ | --------------------------------- | -------- | ------------------------------ | ------------------ | --------- | ------------------------------- |
| 35               | 1                  | „Човек из кошмара (1. део)”       | Џос Егну | Џозеф Лидстер                  | 11. октобар 2010.  | 4.1       | 0,59                            |
| 36               | 2                  | „Човек из кошмара (2. део)”       | Џос Егну | Џозеф Лидстер                  | 12. октобар 2010.  | 4.2       | 0,67                            |
| 37               | 3                  | „Трезор тајни (1. део)”           | Џос Егну | Фил Форд                       | 18. октобар 2010.  | 4.3       | 0,73                            |
| 38               | 4                  | „Трезор тајни (2. део)”           | Џос Егну | Фил Форд                       | 19. октобар 2010.  | 4.4       | 0,61                            |
| 39               | 5                  | „Смрт Доктора (1. део)”           | Ешли Веј | Расел Т. Дејвис                | 25. октобар 2010.  | 4.5       | 0,92                            |
| 40               | 6                  | „Смрт Докторa (2. део)”           | Ешли Веј | Расел Т. Дејвис                | 26. октобар 2010.  | 4.6       | 0,96                            |
| 41               | 7                  | „Празна планета (1. део)”         | Ешли Веј | Гарет Робертс                  | 1. новембар 2010.  | 4.7       | 0,99                            |
| 42               | 8                  | „Празна планета (2. део)”         | Ешли Веј | Гарет Робертс                  | 2. новембар 2010.  | 4.8       | 0,81                            |
| 43               | 9                  | „Изгубљени у времену (1. део)”    | Џос Егну | Руперт Лејт                    | 8. новембар 2010.  | 4.9       | 0,98                            |
| 44               | 10                 | „Изгубљени у времену (2. део)”    | Џос Егну | Руперт Лејт                    | 9. новембар 2010.  | 4.10      | 0,68                            |
| 45               | 11                 | „Збогом, Саро Џејн Смит (1. део)” | Џос Егну | Клејтон Хикмен и Гарет Робертс | 15. новембар 2010. | 4.11      | 0,81                            |
| 46               | 12                 | „Збогом, Саро Џејн Смит (2. део)” | Џос Егну | Клејтон Хикмен и Гарет Робертс | 16. новембар 2010. | 4.12      | 0,82                            |

### 5. сезона (2011)
- Томи Најт се вратио у главну поставу на почетку сезоне.
- Шинејд Мајкл је унапређена у главну поставу у 3. епизоди након епизодног појављивања у прве две.

| Бр. еп. (укупно) | Бр. еп. (у серији) | Редитељ                                | Сценариста | Премијера     | Прод. код         | Гледаност у Британији (милиони) |      |
| ---------------- | ------------------ | -------------------------------------- | ---------- | ------------- | ----------------- | ------------------------------- | ---- |
| 47               | 1                  | „Скај (1. део)”                        | Ешли Веј   | Фил Форд      | 3. октобар 2011.  | 5.1                             | 0,53 |
| 48               | 2                  | „Скај (2. део)”                        | Ешли Веј   | Фил Форд      | 4. октобар 2011.  | 5.2                             | 0,53 |
| 49               | 3                  | „Проклетство Клајда Лангера (1. део)”  | Ешли Веј   | Фил Форд      | 10. октобар 2011. | 5.3                             | 0,79 |
| 50               | 4                  | „Проклетство Клајда Лангера (2. део)”  | Ешли Веј   | Фил Форд      | 11. октобар 2011. | 5.4                             | 0,73 |
| 51               | 5                  | „Човек који није ни постојао (1. део)” | Џос Егну   | Гарет Робертс | 17. октобар 2011. | 5.5                             | 0,71 |
| 52               | 6                  | „Човек који није ни постојао (2. део)” | Џос Егну   | Гарет Робертс | 18. октобар 2011. | 5.6                             | 0,60 |